# Acentrella almohades
Acentrella almohades is een haft uit de familie Baetidae. De wetenschappelijke naam van de soort is voor het eerst geldig gepubliceerd in 1999 door Alba-Tercedor & El-Alami.
De soort komt voor in het Palearctisch gebied.